# Hungarian Open
Hungarian Open – męski turniej tenisowy kategorii ATP Tour 250 zaliczany do cyklu ATP Tour. Rozgrywany na kortach ziemnych w węgierskim Budapeszcie w latach 2017–2019.

## Mecze finałowe

### gra pojedyncza mężczyzn
| Rok  | Zwycięzca                                    | Finalista                                    | Wynik                                        |
| 2020 | Turniej anulowano z powodu pandemii COVID-19 | Turniej anulowano z powodu pandemii COVID-19 | Turniej anulowano z powodu pandemii COVID-19 |
| 2019 | Matteo Berrettini                            | Filip Krajinović                             | 4:6, 6:3, 6:1                                |
| 2018 | Marco Cecchinato                             | John Millman                                 | 7:5, 6:4                                     |
| 2017 | Lucas Pouille                                | Aljaž Bedene                                 | 6:3, 6:1                                     |

### gra podwójna mężczyzn
| Rok  | Zwycięzcy                                    | Finaliści                                    | Wynik                                        |
| 2020 | Turniej anulowano z powodu pandemii COVID-19 | Turniej anulowano z powodu pandemii COVID-19 | Turniej anulowano z powodu pandemii COVID-19 |
| 2019 | Ken Skupski Neal Skupski                     | Marcus Daniell Wesley Koolhof                | 6:3, 6:4                                     |
| 2018 | Dominic Inglot Franko Škugor                 | Matwé Middelkoop Andrés Molteni              | 6:7(8), 6:1, 10–8                            |
| 2017 | Brian Baker Nikola Mektić                    | Juan Sebastián Cabal Robert Farah            | 7:6(2), 6:4                                  |